# Paloh (Samalanga)
Paloh is een bestuurslaag in het regentschap Bireuen van de provincie Atjeh, Indonesië. Paloh telt 408 inwoners (volkstelling 2010).